# Lauren Cholewinski
Lauren Cholewinski (15 november 1988) is een Amerikaans voormalig langebaanschaatsster. Cholewinski was vooral goed op de 500 meter en deed op die afstand twee keer mee aan de Olympische Spelen.

## Records

### Persoonlijke records
| Afstand    | Tijd    | Datum            | Baan           |
| ---------- | ------- | ---------------- | -------------- |
| 500 meter  | 37,60   | 15 november 2013 | Salt Lake City |
| 1000 meter | 1.17,82 | 26 oktober 2013  | Salt Lake City |
| 1500 meter | 2.07,94 | 26 oktober 2007  | Salt Lake City |
| 3000 meter | 4.58,55 | 25 augustus 2007 | Salt Lake City |

## Resultaten
| Jaar | WK afstanden | Olympische Spelen | Wereldbeker        |
| ---- | ------------ | ----------------- | ------------------ |
| 2008 | 23e 500m     |                   | 44e 500m 58e 1000m |
| 2009 |              |                   | 49e 500m           |
| 2010 |              | 30e 500m          | 33e 500m           |
| 2011 | 13e 500m     |                   | 18e 500m 40e 1000m |
| 2014 |              | 15e 500m          | 18e 500m 40e 1000m |